# Pediculosis
Pediculosis is een huidaandoening veroorzaakt door de bloedzuigende luizen. Er zijn drie verschillende soorten luizen die ieder afzonderlijk voor een bepaald type huidaandoening verantwoordelijk zijn:
- Pediculosis capitis infectie met de hoofdluis (Pediculus capitis)
- Pediculosis corporis infectie met de kleerluis (Pediculus corporis)
- Pediculosis pubis infectie met de schaamluis (platje) (Pthirus pubis)

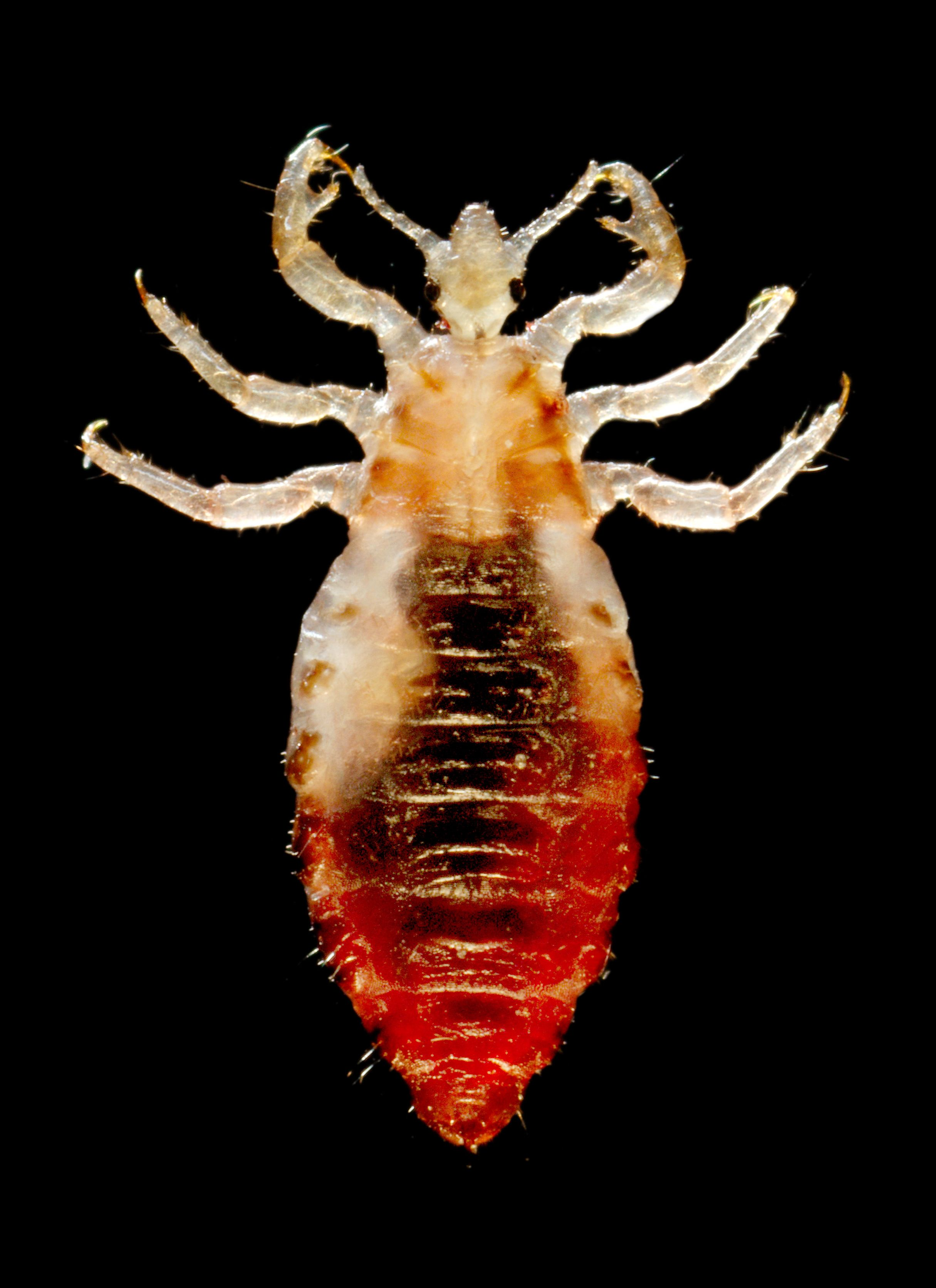
Kleerluis
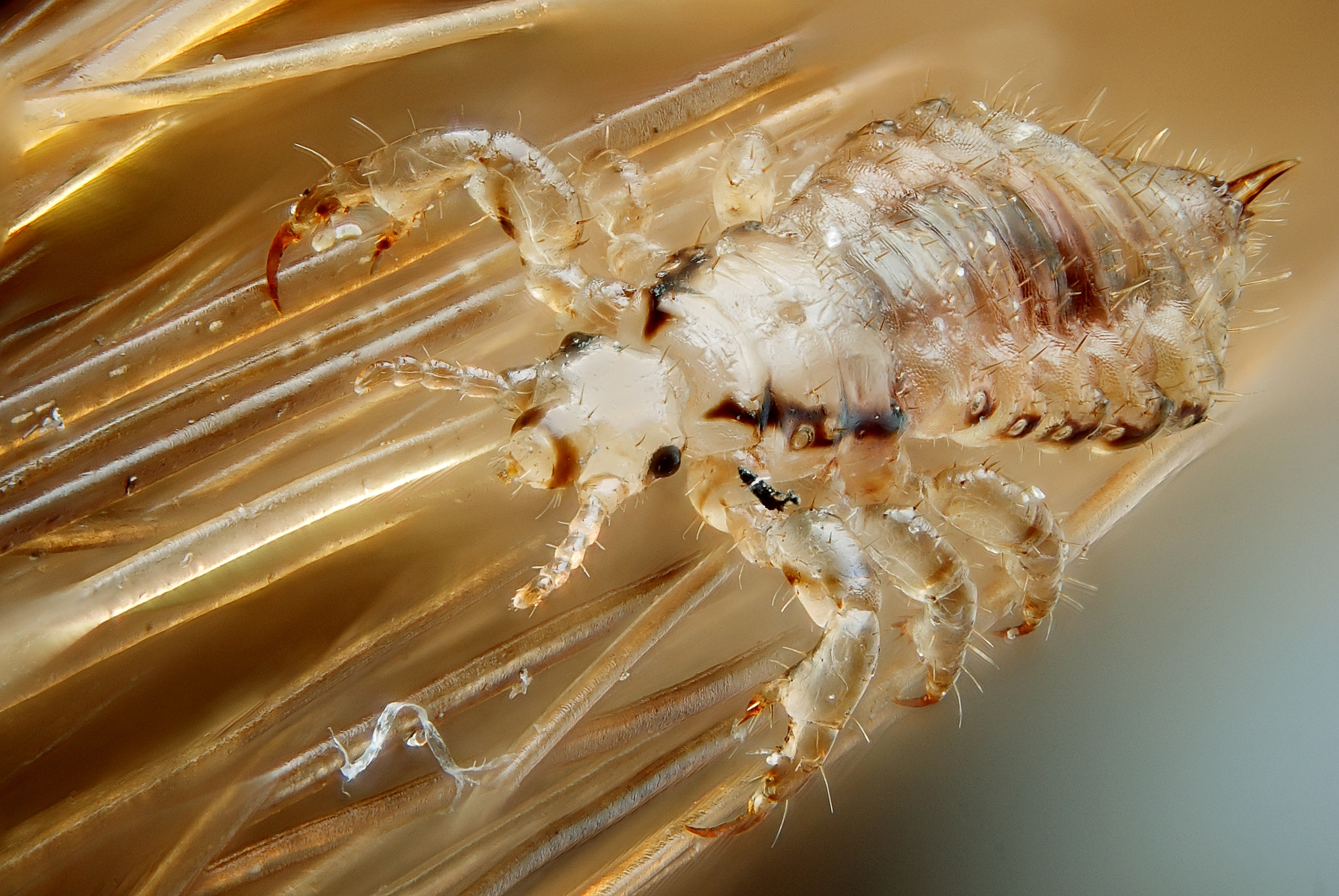
Hoofdluis
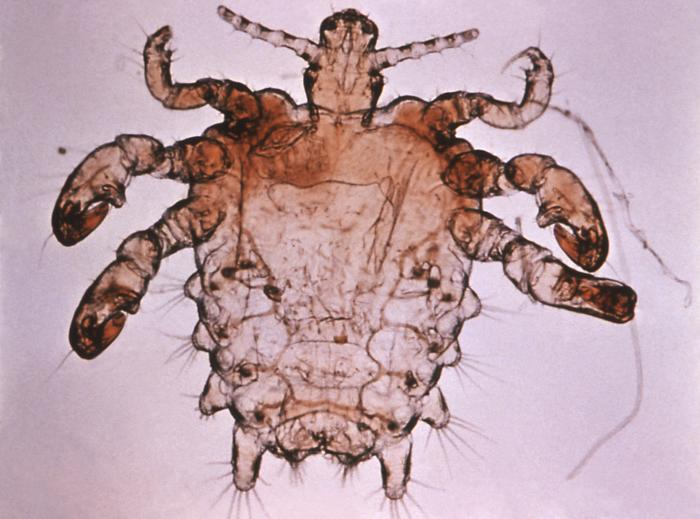
Schaamluis of platje